# Xavier Zubiri
Xavier Zubiri (* 4. Dezember 1898 in Donostia-San Sebastián; † 21. September 1983 in Madrid) war ein spanischer Philosoph. Er vertrat eine christliche Existenzphilosophie.
Von 1926 bis 1936 studierte Zubiri Theologie, Philosophie und Naturwissenschaften in Madrid. Er war Schüler von José Ortega y Gasset und Martin Heidegger.
Nach dem spanischen Bürgerkrieg war er von 1940 bis 1942 Professor für Philosophiegeschichte in Barcelona, bevor er sich als Privatgelehrter in Madrid niederließ.

## Philosophie
Zubiri setzte sich kritisch mit dem Positivismus, dem Pragmatismus und dem Historismus auseinander. Die Krise der modernen Naturwissenschaften ist ihm zufolge nur durch eine fortentwickelte Ontologie der Natur zu überwinden, wobei Philosophie und (katholische) Theologie einerseits und Naturwissenschaften andererseits einander ergänzende Erkenntnisweisen der Realität bilden.
Der Mensch, ein radikales ontologisches Nichts, habe die durch eine individuelle Rückbindung zu Gott bestimmte Aufgabe, sich selbst zu wählen und in seinem Handeln zu verwirklichen.

## Werke
- Naturaleza, Historia, Dios (entstanden 1944, gedruckt 1948)
- Sobre la esencia. Madrid 1962; deutsch: Vom Wesen, München 1968
- Inteligencia sentiente. Madrid 1980
- Inteligencia y Logos. Madrid 1982
- Inteligencia y razón. Madrid 1983
- El hombre y Dios. Madrid 1984; englisch: Man and God, 2009, ISBN 978-0761847021
- Sobre el hombre. Madrid 1986
- Estructura dinámica de la realidad. Madrid 1989; englisch: Dynamic Structure of Reality, Urbana/Chicago 2003, ISBN 978-0252028229
- Sobre el sentimiento y la volición. Madrid 1992
- El problema filosófico de la historia de las religiones. Madrid 1993
- Los problemas fundamentales de la metafísica occidental. Madrid 1994; englisch: The Fundamental Problems of Western Metaphysics, 2009, ISBN 978-0761848776
- Sobre el problema de la filosofía, Fascículo 3. Madrid 1996
- Espacio. Materia. Tiempo. Madrid 1996
- El problema teologal del hombre: Cristianismo. Madrid 1997
- El hombre y la verdad. Madrid 1999
- Primeros escritos (1921–1926). Madrid 1999
- Sobre la realidad. Madrid 2001
- El hombre. Lo real y lo irreal. Madrid 2005
- Tres dimensiones del ser humano. Individual, social, histórica. Madrid 2006
- Cursos universitarios. Madrid 2007
- Escritos menores. Madrid 2007

## Sekundärliteratur
- Thomas Fornet-Ponse: Zubiri y Apalategui, Xavier. In: Biographisch-Bibliographisches Kirchenlexikon (BBKL). Band 31, Bautz, Nordhausen 2010, ISBN 978-3-88309-544-8, Sp. 1555–1597.
- T. Fornet-Ponse: Xavier Zubiri interkulturell gelesen. Nordhausen 2010
- W. Schmidt: Option für die Armen? Erkenntnistheoretische, sozialwissenschaftliche und sozialethische Überlegungen zur Armutsbekämpfung. München u. Mering 2005, 56–143
- H. Widmer: Das Strukturprinzip der Wirklichkeit. Aspekte des Wesensmodelles nach dem spanischen Philosophen Xavier Zubiri. In: Freiburger Zeitschrift für Philosophie und Theologie (FZPhTh). 21. 1974, 67–138
- The Xavier Zubiri Review: Link zur Homepage